# Noordbroek

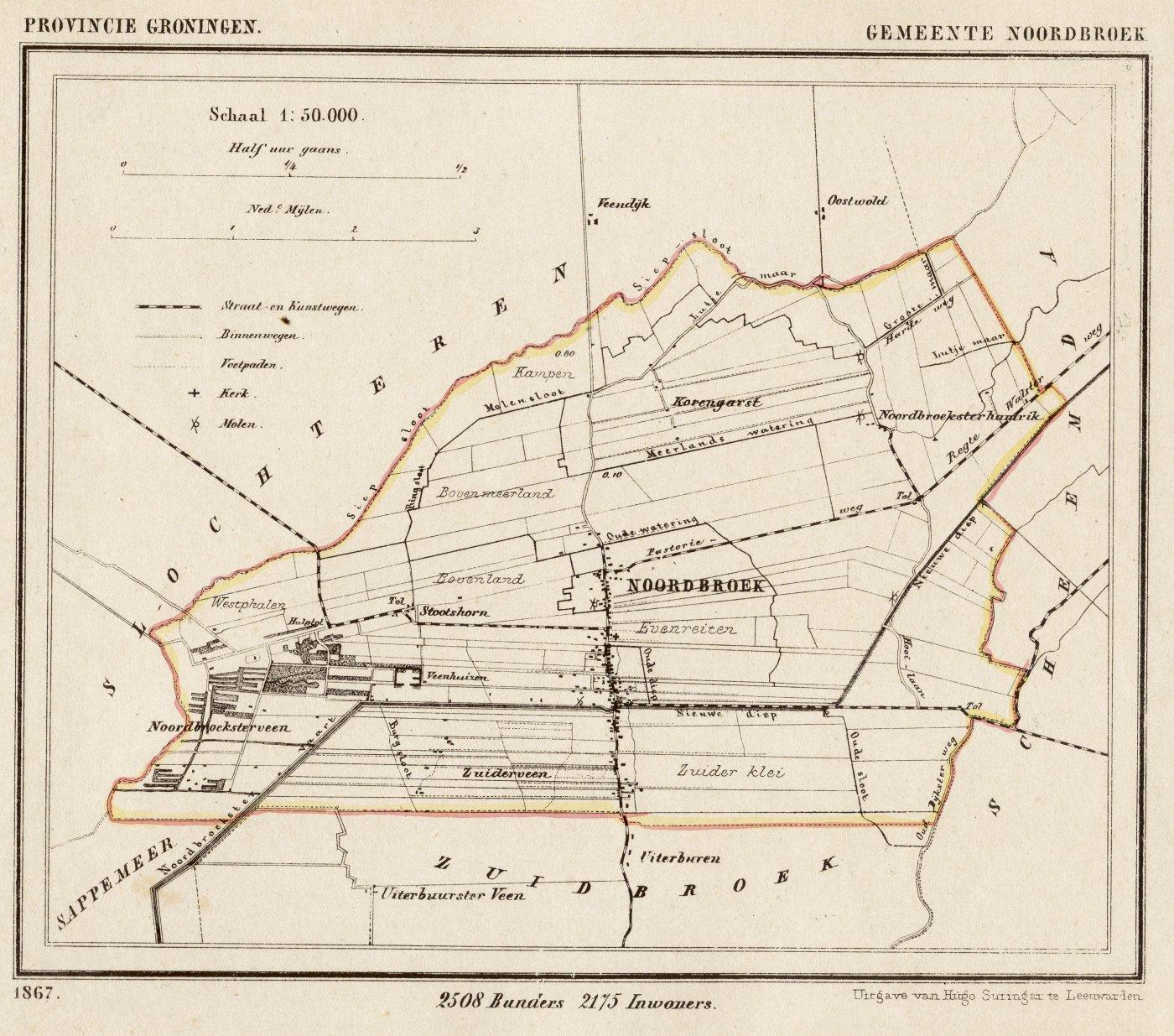
Kaart van de voormalige gemeente Noordbroek uit 1867.

Noordbroek (Gronings: Noordbrouk, de inwoners zijn Brouksters) is een streekdorp in de Nederlandse provincie Groningen, gelegen in de landstreek het Oldambt. Het behoort tot de gemeente Midden-Groningen. In 2023 had het 1.875 inwoners.
Noordbroek ligt ten noorden van de A7 en ten westen van de N33. Van 1910 tot 1934 had het dorp een spoorwegstation aan de spoorlijn Zuidbroek - Delfzijl van de Noordoosterlocaalspoorweg-Maatschappij.

## Indeling
Onder Noordbroek vallen de buurtschappen Stootshorn, Korengarst en Noordbroeksterhamrik, alsmede de voormalige buurtschappen Noordbroeksterveen, Veenhuizen, Westfalen en Zuiderveen. De eerste drie buurtschappen vormden sinds 1660 het kerspel Noordbroeksterhamrik. In het buitengebied onderscheidde men verder Zuiderklei (tegenover Zuiderveen of Zuiderzand), Evenreiten, Bovenland, Veenhuizen, Bovenmeerland, De Kampen en Medens. Het Noordbroekstermeer werd omstreeks 1612 drooggelegd.
Noordbroek telde in de achttiende eeuw tien buurtgilden, waaronder Broodhörn, Achteromshörn, Pijpkergilde, Torengilde en Moushörn. De eerste betrof een buurtje aan de weg naar Zuidbroek, de laatste een buurtje ten noorden van de kerk.
De Polder was een buurtschap met vrijstaande arbeiderswoningen langs de Polderlaan en de Gockingalaan. De zogenaamde Polder wordt vermeld in 1808. Het gebied behoorde tot de polder Noorderbouwte, die via een duiker in het Oude Diep en het Buiten Nieuwediep uitwaterde. Mogelijk verwijst de naam echter naar een poldermolentje dat op het terrein van de buitenplaats Veenhuizen stond. De buurt telde omstreeks 1820 30, rond 1900 zo'n 80 enkele en dubbele woningen. De buurt werd mstreeks 1960 grotendeels gesloopt in het het kader van een woningsaneringprogramma. De oorspronkelijke bewoning maakte plaats voor sociale woningbouw.
De lage kleigronden bij Noordbroek werden al vroegtijdig bemalen. Op het grondgebied van Noordbroek ontstonden de waterschappen Westerschemolenpolder (1798, gedeeltelijk), Evenreitstermolenkolonie (1799), Roodetilsterpolder (1799), Noordermolenkolonie (1801), Korengarst (1804/1894), Legemeedsterpolder (1842), De Bolderij (1863), Stootshorn (1885), De Kampen (1884/1888) en Waterkampen (1889). Belangrijke watergangen zijn Buiten Nieuwediep en Ringmaar en de nieuw gegraven Noordbroeksterwatering, Roodetilsterwatering en Klingensloot. Het Noordbroeksterdiep is na 1960 gedempt. Andere watergangen zijn In het kader van ruilverkavelingen grotendeels of helemaal verdwenen: Siepsloot, Grootmaar, Lutjemaar,  Burgsloot, Ringsloot, Molensloot, Veenwatering, Meerlandsewatering, Oude of Lange Watering, Dwarswatering, Oude Diepje en Oude Geut of Oude Sloot. Noordbroek vormde een zelfstandig onderdeel van het Termunterzijlvest en het waterschap Oldambt. Het grondgebied behoort nu tot het waterschap Hunze en Aa's.
Noordbroek maakte deel uit van de ruilverkaveling Nieuw-Scheemda.

## Geschiedenis
Noordbroek is een veenontginningsdorp uit de tiende of elfde eeuw, dat vermoedelijk vanaf de oevers van enkele stroompjes is ontstaan. Het woord -broek in de naam verwijst naar de bodemgesteldheid: moerassige grond. Tot de dertiende of veertiende eeuw lag Noordbroek verder oostwaarts. Noordbroek maakte vermoedelijk met Zuidbroek en Meeden deel uit van een oudere kernparochie die Broke werd genoemd. Of hiermee Noord- of Zuidbroek werd bedoeld, is onbekend. De naam betekent "ten noorden van het broek (moerasland)". De plaatsnaam komt voor als in Broke (1273), Nortbroke (1391), Nortdabrock (1478), Norderbrock (ca. 1475), Noortbroecke (1498), Noordtbrouck (1579), tho Nordbrock (1599), tot Noordbroek (1700), Noordbroek (1781).
De kruiskerk en de toren dateren uit het eerste kwart van de veertiende eeuw en hadden geen voorgangers te plaatse. Vanwege wateroverlast en stormvloeden heeft men vroegtijdig de hogere gronden opgezocht. Tot omstreeks 1900 werden de zandakkers van elkaar gescheiden door begroeide houtwallen of klingen. Toch schijnen ook de lagere delen van het dorp bewoond te zijn gebleven, zelfs nadat de Dollard hier een kleilaag had afgezet.
In 1855 is sprake van een "oud Noordbroekster kerkhof" ten noorden de Pastorieweg. Ook het toponiem Oudehoff lijkt hierop te wijzen. Het oorspronkelijke dorp vormde mogelijk een kernparochie met de naam Broke. Daarnaast zijn er aanwijzingen voor een ander middeleeuws kerkgebouw te Rommelskerken bij Korengarst. Over de middeleeuwen is totdusverre weinig bekend. Er zijn geen eenduidige sporen van steenhuizen aangetroffen. Wel bevond zich vermoedelijk een steenhuis aan de Grachtlaan. Dit zal de woonplaats van een zekere Remben Gockinga zijn, die in 1441 wordt genoemd. In de zeventiende eeuw bevond zich hier een huis dat 'Bouckenborch' werd genoemd.
In 1401 werd Noordbroek bestraft omdat het partij had gekozen voor de Gockinga's. De boerderijen werden geplunderd, de kerk in brand gestoken. Vijf gouden schrijnen werden gestolen, terwijl de miskelken en kazuifels ten prooi vielen aan de vlammen. Een korenmulder wordt genoemd in 1548. Al in de eerste helft van de zeventiende eeuw had het dorp twee scholen: de een aan de rand van het kerkhof, de ander midden in het dorp en voorzien van een eigen klokkentoren. Later had het dorp ook een rechthuis.
Er bevonden zich hier meerdere buitenplaatsen. De oudste was Veenhuizen te Stootshorn, genoemd omstreeks 1650, en achtereenvolgens eigendom van de families Van Hoorn, Munninghe, Van Sijsen en Gockinga. De uitgestrekte bossen en waterpartijen waren nog in de negentiende eeuw voorhanden. Ongeveer aan het begin van de Oosterstraat bevond zich het 'Noorderhof' van de familie Wolters. Verder bezat de familie De Veencamp hier in omstreeks 1750 een buitenplaats met zware eikenbomen, iepen en essen.
Sinds 1665 wordt Noordbroek doorsneden door het Buiten Nieuwediep of Noordbroeksterdiep, dat in Sappemeer in verbinding stond met het Winschoterdiep. Via dit kanaal bestond een doorgaande scheepvaartverbinding van Groningen naar Termunterzijl; vanuit Noordbroek vertrokken meermalen per week trekschuiten naar Groningen. De plek waar het kanaal met een sluis de Hoofdstraat doorkruiste, wordt nog altijd De Dam genoemd.
In de achttiende eeuw werd de ontginning van het hoogveen voortvarend ter hand genomen. Niet alleen Stootshorn ontwikkelde zich tot een klein dorpje, ook op het Zuiderveen werd - ten minste vanaf 1761 - een tiental huizen gebouwd, die meest na 1950 weer zijn verdwenen. De bebouwing volgde een laatmiddeleeuws veendijkje (Lutke Borg) langs de Burgsloot, die vanaf de Sijpe vermoedelijk doorliep in de richting van Zuidbroek.
Noord- en Zuidbroek hadden een kleine joodse gemeenschap, die van 1883 tot 1922 een eigen gemeente vormde. Hij bestond vooral uit slagers, veehandelaren, opkopers en venters.

## Gemeente Noordbroek (1808-1965)
Vanaf 1808 tot 1 juli 1965 was Noordbroek een zelfstandige gemeente. Vanaf deze datum vormde Noordbroek met Zuidbroek de gemeente Oosterbroek, die in 1989 fuseerde met Muntendam en Meeden tot de gemeente Menterwolde. Op 1 januari 2018 zijn de gemeenten Menterwolde, Hoogezand-Sappemeer en Slochteren opgegaan in de nieuwe gemeente Midden-Groningen.

## Bezienswaardigheden
- De Hervormde kerk van Noordbroek, een middeleeuwse laat-romanogotische kruiskerk met een losstaande romaanse toren, beide gebouwd in de eerste helft van de 14e eeuw, en pastorie uit 1822 met Engelse tuin
- Doopsgezinde kerk van 1811 met pastorie
- Voormalige dorpsherberg 'Wapen van Noordbroek', daterend uit de 17e eeuw
- Onderwijzerswoning uit 1811 met klokkentorentje en carillon
- De Noordstar, een uit 1849 daterende pel- en korenmolen
- De Noordermolen, een gerestaureerde poldermolen, even ten oosten van Noordbroek op het Noordbroeksterhamrik
- Een aantal monumentale boerderijen van het Oldambster boerderijtype
- Monumentale woningen Zuiderstraat. Renteniers woning[12]

## Geboren
- Wicher Pieters Middel (1777-1855), burgemeester
- Steven Blaupot ten Cate (1807-1884), doopsgezind predikant en liberaal politicus
- Jan Schepel (1833-1909), landbouwer, schooldirecteur en politicus
- Azing Griever (1945), voetballer
- Tineke Witteveen-Hevinga (1947), voormalig ambtenaar en politica namens de PvdA
- Gerard Beukema (1952), PvdA-politicus, burgemeester van Delfzijl

## Gewoond
- Kornelis ter Laan (1871-1963), taalkundige, onderwijzer en politicus
- Kees Spiering (1958), dichter, kinderboekenschrijver, publicist en leraar